# 11e étape du Tour de France 2002
Pour un article plus général, voir Tour de France 2002.
La 11e étape du Tour de France 2002 a eu lieu le 18 juillet 2002 entre Pau et la station de La Mongie sur une distance de 158 km. Elle a été remportée par l'Américain Lance Armstrong (U.S. Postal Service). Il devance de sept secondes Joseba Beloki (ONCE-Eroski) et de treize secondes son coéquipier Roberto Heras. Sa victoire d’étape lui permet de prendre la tête du classement général et le maillot jaune au détriment d'Igor González de Galdeano, onzième de l'étape.

## Classement de l'étape
| \| Classement de l'étape \| Classement de l'étape \| Classement de l'étape \| Classement de l'étape \| Classement de l'étape \| \| Coureur \| Coureur \| Pays \| Équipe \| Temps \| \| --------------------- \| --------------------- \| --------------------- \| ------------------------------- \| --------------------- \| \| 1er \| Lance Armstrong \| États-Unis \| US Postal Service \| DQ \| \| 2e \| Joseba Beloki \| Espagne \| ONCE-Eroski \| + 7 s \| \| 3e \| Roberto Heras \| Espagne \| US Postal Service \| + 13 s \| \| 4e \| Francisco Mancebo \| Espagne \| iBanesto.com \| + 1 min 16 s \| \| 5e \| Raimondas Rumšas \| Lituanie \| Lampre-Daikin \| + 1 min 16 s \| \| 6e \| Óscar Sevilla \| Espagne \| Kelme-Costa Blanca \| + 1 min 23 s \| \| 7e \| Ivan Basso \| Italie \| Fassa Bortolo \| + 1 min 23 s \| \| 8e \| Andrei Kivilev \| Kazakhstan \| Cofidis-Le Crédit par Téléphone \| + 1 min 34 s \| \| 9e \| Laurent Jalabert \| France \| CSC-Tiscali \| + 1 min 49 s \| \| 10e \| José Azevedo \| Portugal \| ONCE-Eroski \| + 1 min 52 s \| |                   |            |                                 |              |
| |                   |            |                                 |              |
| |                   |            |                                 |              |
| Classement de l'étape |                   |            |                                 |              |
| Coureur | Coureur           | Pays       | Équipe                          | Temps        |
| 1er | Lance Armstrong   | États-Unis | US Postal Service               | DQ           |
| 2e | Joseba Beloki     | Espagne    | ONCE-Eroski                     | + 7 s        |
| 3e | Roberto Heras     | Espagne    | US Postal Service               | + 13 s       |
| 4e | Francisco Mancebo | Espagne    | iBanesto.com                    | + 1 min 16 s |
| 5e | Raimondas Rumšas  | Lituanie   | Lampre-Daikin                   | + 1 min 16 s |
| 6e | Óscar Sevilla     | Espagne    | Kelme-Costa Blanca              | + 1 min 23 s |
| 7e | Ivan Basso        | Italie     | Fassa Bortolo                   | + 1 min 23 s |
| 8e | Andrei Kivilev    | Kazakhstan | Cofidis-Le Crédit par Téléphone | + 1 min 34 s |
| 9e | Laurent Jalabert  | France     | CSC-Tiscali                     | + 1 min 49 s |
| 10e | José Azevedo      | Portugal   | ONCE-Eroski                     | + 1 min 52 s |

## Classement général
À la suite de cette première étape de montagne, de gros changements ont lieu au niveau du classement général. Lance Armstrong (U.S. Postal Service) profite de sa victoire d'étape pour prendre le maillot jaune. Il devance son dauphin du jour Joseba Beloki (ONCE-Eroski) de une minute et douze secondes te l'ancien porteur Igor González de Galdeano de prêt de deux minutes. En profitent également pour faire un rapproché au classement général Ivan Basso (Fassa Bortolo) désormais huitième et Francisco Mancebo (iBanesto.com) neuvième.
| \| Classement général \| Classement général \| Classement général \| Classement général \| Classement général \| \| Coureur \| Coureur \| Pays \| Équipe \| Temps \| \| ------------------ \| ------------------------- \| ------------------ \| ------------------ \| ------------------ \| \| 1er \| Lance Armstrong \| États-Unis \| US Postal Service \| DQ \| \| 2e \| Joseba Beloki \| Espagne \| ONCE-Eroski \| + 1 min 12 s \| \| 3e \| Igor González de Galdeano \| Espagne \| ONCE-Eroski \| + 1 min 48 s \| \| 4e \| Raimondas Rumšas \| Lituanie \| Lampre-Daikin \| + 3 min 32 s \| \| 5e \| Santiago Botero \| Colombie \| Kelme-Costa Blanca \| + 4 min 13 s \| \| 6e \| José Azevedo \| Portugal \| ONCE-Eroski \| + 4 min 31 s \| \| 7e \| Marcos Serrano \| Espagne \| ONCE-Eroski \| + 5 min 17 s \| \| 8e \| Ivan Basso \| Italie \| Fassa Bortolo \| + 5 min 22 s \| \| 9e \| Francisco Mancebo \| Espagne \| iBanesto.com \| + 5 min 33 s \| \| 10e \| Serhiy Honchar \| Ukraine \| Fassa Bortolo \| + 5 min 35 s \| |                           |            |                    |              |
| |                           |            |                    |              |
| |                           |            |                    |              |
| Classement général |                           |            |                    |              |
| Coureur | Coureur                   | Pays       | Équipe             | Temps        |
| 1er | Lance Armstrong           | États-Unis | US Postal Service  | DQ           |
| 2e | Joseba Beloki             | Espagne    | ONCE-Eroski        | + 1 min 12 s |
| 3e | Igor González de Galdeano | Espagne    | ONCE-Eroski        | + 1 min 48 s |
| 4e | Raimondas Rumšas          | Lituanie   | Lampre-Daikin      | + 3 min 32 s |
| 5e | Santiago Botero           | Colombie   | Kelme-Costa Blanca | + 4 min 13 s |
| 6e | José Azevedo              | Portugal   | ONCE-Eroski        | + 4 min 31 s |
| 7e | Marcos Serrano            | Espagne    | ONCE-Eroski        | + 5 min 17 s |
| 8e | Ivan Basso                | Italie     | Fassa Bortolo      | + 5 min 22 s |
| 9e | Francisco Mancebo         | Espagne    | iBanesto.com       | + 5 min 33 s |
| 10e | Serhiy Honchar            | Ukraine    | Fassa Bortolo      | + 5 min 35 s |

## Classements annexes
| Classement par points | Classement par points | Classement par points | Classement par points | Classement par points |
| Coureur               | Coureur               | Pays                  | Équipe                | Points                |
| --------------------- | --------------------- | --------------------- | --------------------- | --------------------- |
| 1er                   | Erik Zabel            | Allemagne             | Telekom               | 213 pts               |
| 2e                    | Robbie McEwen         | Australie             | Lotto-Adecco          | 210 pts               |
| 3e                    | Stuart O'Grady        | Australie             | Crédit Agricole       | 157 pts               |
| 4e                    | Baden Cooke           | Australie             | Fdjeux.com            | 148 pts               |
| 5e                    | Ján Svorada           | Tchéquie              | Lampre-Daikin         | 119 pts               |

| Classement par points | Classement par points | Classement par points | Classement par points | Classement par points |
| Coureur               | Coureur               | Pays                  | Équipe                | Points                |
| --------------------- | --------------------- | --------------------- | --------------------- | --------------------- |
| 1er                   | Erik Zabel            | Allemagne             | Telekom               | 213 pts               |
| 2e                    | Robbie McEwen         | Australie             | Lotto-Adecco          | 210 pts               |
| 3e                    | Stuart O'Grady        | Australie             | Crédit Agricole       | 157 pts               |
| 4e                    | Baden Cooke           | Australie             | Fdjeux.com            | 148 pts               |
| 5e                    | Ján Svorada           | Tchéquie              | Lampre-Daikin         | 119 pts               |

| Classement de la montagne | Classement de la montagne | Classement de la montagne | Classement de la montagne | Classement de la montagne |
| Coureur                   | Coureur                   | Pays                      | Équipe                    | Points                    |
| ------------------------- | ------------------------- | ------------------------- | ------------------------- | ------------------------- |
| 1er                       | Patrice Halgand           | France                    | Jean Delatour             | 57 pts                    |
| 2e                        | Laurent Jalabert          | France                    | CSC-Tiscali               | 46 pts                    |
| 3e                        | Lance Armstrong           | États-Unis                | US Postal Service         | DQ                        |
| 4e                        | Christophe Mengin         | France                    | Fdjeux.com                | 42 pts                    |
| 5e                        | Joseba Beloki             | Espagne                   | ONCE-Eroski               | 36 pts                    |

| Classement de la montagne | Classement de la montagne | Classement de la montagne | Classement de la montagne | Classement de la montagne |
| Coureur                   | Coureur                   | Pays                      | Équipe                    | Points                    |
| ------------------------- | ------------------------- | ------------------------- | ------------------------- | ------------------------- |
| 1er                       | Patrice Halgand           | France                    | Jean Delatour             | 57 pts                    |
| 2e                        | Laurent Jalabert          | France                    | CSC-Tiscali               | 46 pts                    |
| 3e                        | Lance Armstrong           | États-Unis                | US Postal Service         | DQ                        |
| 4e                        | Christophe Mengin         | France                    | Fdjeux.com                | 42 pts                    |
| 5e                        | Joseba Beloki             | Espagne                   | ONCE-Eroski               | 36 pts                    |

| Classement du meilleur jeune | Classement du meilleur jeune | Classement du meilleur jeune | Classement du meilleur jeune    | Classement du meilleur jeune |
| Coureur                      | Coureur                      | Pays                         | Équipe                          | Temps                        |
| ---------------------------- | ---------------------------- | ---------------------------- | ------------------------------- | ---------------------------- |
| 1er                          | Ivan Basso                   | Italie                       | Fassa Bortolo                   | 40 h 53 min 00 s             |
| 2e                           | Nicolas Vogondy              | France                       | Fdjeux.com                      | + 2 min 03 s                 |
| 3e                           | Isidro Nozal                 | Espagne                      | ONCE-Eroski                     | + 2 min 38 s                 |
| 4e                           | Haimar Zubeldia              | Espagne                      | Euskaltel-Euskadi               | + 3 min 46 s                 |
| 5e                           | David Millar                 | Royaume-Uni                  | Cofidis-Le Crédit par Téléphone | + 4 min 06 s                 |

| Classement du meilleur jeune | Classement du meilleur jeune | Classement du meilleur jeune | Classement du meilleur jeune    | Classement du meilleur jeune |
| Coureur                      | Coureur                      | Pays                         | Équipe                          | Temps                        |
| ---------------------------- | ---------------------------- | ---------------------------- | ------------------------------- | ---------------------------- |
| 1er                          | Ivan Basso                   | Italie                       | Fassa Bortolo                   | 40 h 53 min 00 s             |
| 2e                           | Nicolas Vogondy              | France                       | Fdjeux.com                      | + 2 min 03 s                 |
| 3e                           | Isidro Nozal                 | Espagne                      | ONCE-Eroski                     | + 2 min 38 s                 |
| 4e                           | Haimar Zubeldia              | Espagne                      | Euskaltel-Euskadi               | + 3 min 46 s                 |
| 5e                           | David Millar                 | Royaume-Uni                  | Cofidis-Le Crédit par Téléphone | + 4 min 06 s                 |

| Classement par équipes | Classement par équipes          | Classement par équipes | Classement par équipes |
| Équipe                 | Équipe                          | Pays                   | Temps                  |
| ---------------------- | ------------------------------- | ---------------------- | ---------------------- |
| 1re                    | ONCE-Eroski                     | Espagne                | 122 h 30 min 21 s      |
| 2e                     | US Postal Service               | États-Unis             | + 3 min 44 s           |
| 3e                     | Cofidis-Le Crédit par Téléphone | France                 | + 6 min 38 s           |
| 4e                     | CSC-Tiscali                     | Danemark               | + 7 min 40 s           |
| 5e                     | Kelme-Costa Blanca              | Espagne                | + 8 min 47 s           |

| Classement par équipes | Classement par équipes          | Classement par équipes | Classement par équipes |
| Équipe                 | Équipe                          | Pays                   | Temps                  |
| ---------------------- | ------------------------------- | ---------------------- | ---------------------- |
| 1re                    | ONCE-Eroski                     | Espagne                | 122 h 30 min 21 s      |
| 2e                     | US Postal Service               | États-Unis             | + 3 min 44 s           |
| 3e                     | Cofidis-Le Crédit par Téléphone | France                 | + 6 min 38 s           |
| 4e                     | CSC-Tiscali                     | Danemark               | + 7 min 40 s           |
| 5e                     | Kelme-Costa Blanca              | Espagne                | + 8 min 47 s           |